# Gran Premio de Madrid de Motociclismo de 1998
El Gran Premio de Madrid de Motociclismo de 1998 fue la sexta prueba del Campeonato del Mundo de Motociclismo de 1998. Tuvo lugar en el fin de semana del 12 al 14 de junio de 1998 en el Circuito del Jarama, situado en la ciudad Madrid, España. La carrera de 500cc fue ganada por Carlos Checa, seguido de Norick Abe y Sete Gibernau. Tetsuya Harada ganó la prueba de 250cc, por delante de Tohru Ukawa y Loris Capirossi. La carrera de 125cc fue ganada por Lucio Cecchinello, Marco Melandri fue segundo y Hiroyuki Kikuchi tercero.

## Resultados 500cc
| Pos. | N.º | Piloto                   | Constructor | Vueltas | Tiempo/Retirado | Grilla | Puntos |
| ---- | --- | ------------------------ | ----------- | ------- | --------------- | ------ | ------ |
| 1    | 8   | Carlos Checa             | Honda       | 30      | 47:21.513       | 3      | 25     |
| 2    | 5   | Norick Abe               | Yamaha      | 30      | +0.220          | 8      | 20     |
| 3    | 15  | Sete Gibernau            | Honda       | 30      | +1.886          | 14     | 16     |
| 4    | 3   | Nobuatsu Aoki            | Suzuki      | 30      | +5.206          | 9      | 13     |
| 5    | 4   | Àlex Crivillé            | Honda       | 30      | +11.165         | 4      | 11     |
| 6    | 6   | Max Biaggi               | Honda       | 30      | +11.579         | 10     | 10     |
| 7    | 55  | Régis Laconi             | Yamaha      | 30      | +11.711         | 5      | 9      |
| 8    | 11  | Simon Crafar             | Yamaha      | 30      | +32.658         | 6      | 8      |
| 9    | 9   | Alex Barros              | Honda       | 30      | +36.226         | 13     | 7      |
| 10   | 28  | Ralf Waldmann            | Modenas KR3 | 30      | +55.342         | 11     | 6      |
| 11   | 18  | Garry McCoy              | Honda       | 30      | +56.938         | 16     | 5      |
| 12   | 88  | Scott Smart              | Honda       | 30      | +1:22.806       | 18     | 4      |
| 13   | 23  | Matt Wait                | Honda       | 30      | +1:26.677       | 17     | 3      |
| 14   | 77  | Eskil Suter              | MuZ Weber   | 29      | +1 Vuelta       | 19     | 2      |
| 15   | 72  | Fernando Cristóbal       | Honda       | 29      | +1 Vuelta       | 20     | 1      |
| 16   | 57  | Fabio Carpani            | Honda       | 29      | +1 Vuelta       | 21     |        |
| Ret  | 20  | Luca Cadalora            | Yamaha      | 26      |                 | 2      |        |
| Ret  | 17  | Jurgen van den Goorbergh | Honda       | 20      |                 | 12     |        |
| Ret  | 14  | Juan Bautista Borja      | Honda       | 15      |                 | 15     |        |
| Ret  | 1   | Mick Doohan              | Honda       | 0       | Accidente       | 1      |        |
| Ret  | 19  | John Kocinski            | Honda       | 0       | Accidente       | 7      |        |
| DNQ  | 22  | Sébastien Gimbert        | Honda       |         |                 |        |        |
| DNQ  | 10  | Kenny Roberts Jr         | Modenas KR3 |         |                 |        |        |

- Pole Position: Mick Doohan, 1:32.493
- Vuelta Rápida: Carlos Checa, 1:33.617

## Resultados 250cc
| Pos. | Piloto              | Constructor | Tiempo/Retirado | Puntos |
| ---- | ------------------- | ----------- | --------------- | ------ |
| 1    | Tetsuya Harada      | Aprilia     | 44:44.553       | 25     |
| 2    | Tohru Ukawa         | Honda       | +8.738          | 20     |
| 3    | Loris Capirossi     | Aprilia     | +15.978         | 16     |
| 4    | Jürgen Fuchs        | Aprilia     | +22.545         | 13     |
| 5    | José Luis Cardoso   | Yamaha      | +24.444         | 11     |
| 6    | Luis d'Antin        | Yamaha      | +33.716         | 10     |
| 7    | Takeshi Tsujimura   | Yamaha      | +33.791         | 9      |
| 8    | Jason Vincent       | TSR-Honda   | +46.342         | 8      |
| 9    | Jeremy McWilliams   | TSR-Honda   | +50.206         | 7      |
| 10   | Roberto Rolfo       | TSR-Honda   | +51.016         | 6      |
| 11   | Ivan Clementi       | Yamaha      | +1:04.474       | 5      |
| 12   | Johan Stigefelt     | Suzuki      | +1:11.969       | 4      |
| 13   | Yasumasa Hatakeyama | ERP-Honda   | +1:30.205       | 3      |
| 14   | Davide Bulega       | ERP-Honda   | +1 Vuelta       | 2      |
| 15   | Ismael Bonilla      | Honda       | +1 Vuelta       | 1      |
| 16   | Federico Gartner    | Aprilia     | +1 Vuelta       |        |
| Ret  | Haruchika Aoki      | Honda       | Ret             |        |
| Ret  | Sebastián Porto     | Aprilia     | Ret             |        |
| Ret  | Stefano Perugini    | Honda       | Ret             |        |
| Ret  | William Costes      | Honda       | Ret             |        |
| Ret  | Valentino Rossi     | Aprilia     | Ret             |        |
| Ret  | Noriyasu Numata     | Suzuki      | Ret             |        |
| Ret  | Olivier Jacque      | Honda       | Ret             |        |
| Ret  | Luca Boscoscuro     | TSR-Honda   | Ret             |        |
| Ret  | Alex Debón          | Honda       | Ret             |        |
| DNS  | Franco Battaini     | Yamaha      | Ret             |        |
| Ret  | Raul garcia         | Yamaha      | Ret             |        |
| DNQ  | Franco Battaini     | Yamaha      |                 |        |

- Pole Position: Loris Capirossi, 1:34.382
- Vuelta Rápida: Tetsuya Harada, 1:35.012

## Resultados 125cc
| Pos. | N.º | Piloto                | Constructor | Vueltas | Tiempo/Retirado | Grilla | Puntos |
| ---- | --- | --------------------- | ----------- | ------- | --------------- | ------ | ------ |
| 1    | 10  | Lucio Cecchinello     | Honda       | 26      | 43:28.423       | 10     | 25     |
| 2    | 13  | Marco Melandri        | Honda       | 26      | +9.173          | 3      | 20     |
| 3    | 52  | Hiroyuki Kikuchi      | Honda       | 26      | +9.317          | 11     | 16     |
| 4    | 4   | Kazuto Sakata         | Aprilia     | 26      | +17.268         | 1      | 13     |
| 5    | 8   | Gianluigi Scalvini    | Honda       | 26      | +19.417         | 12     | 11     |
| 6    | 29  | Ángel Nieto Jr        | Aprilia     | 26      | +19.511         | 16     | 10     |
| 7    | 41  | Youichi Ui            | Yamaha      | 26      | +21.010         | 19     | 9      |
| 8    | 9   | Frédéric Petit        | Honda       | 26      | +23.034         | 5      | 8      |
| 9    | 5   | Masaki Tokudome       | Aprilia     | 26      | +23.066         | 15     | 7      |
| 10   | 22  | Steve Jenkner         | Aprilia     | 26      | +23.552         | 18     | 6      |
| 11   | 62  | Yoshiaki Katoh        | Yamaha      | 26      | +26.762         | 21     | 5      |
| 12   | 39  | Jaroslav Huleš        | Honda       | 26      | +31.484         | 20     | 4      |
| 13   | 58  | Álvaro Molina         | Honda       | 26      | +41.584         | 23     | 3      |
| 14   | 60  | Fonsi Nieto           | Aprilia     | 26      | +42.512         | 22     | 2      |
| 15   | 17  | Juan Enrique Maturana | Yamaha      | 26      | +50.521         | 27     | 1      |
| 16   | 23  | Gino Borsoi           | Aprilia     | 26      | +55.673         | 14     |        |
| 17   | 71  | Josep Sarda           | Honda       | 26      | +59.576         | 26     |        |
| 18   | 65  | Andrea Iommi          | Honda       | 26      | +1:10.446       | 28     |        |
| 19   | 73  | Ivan Martínez         | Aprilia     | 26      | +1:33.316       | 24     |        |
| Ret  | 32  | Mirko Giansanti       | Honda       | 24      | Accidente       | 7      |        |
| Ret  | 3   | Tomomi Manako         | Honda       | 24      | Accidente       | 9      |        |
| Ret  | 15  | Roberto Locatelli     | Honda       | 20      |                 | 4      |        |
| Ret  | 59  | Jerónimo Vidal        | Aprilia     | 18      |                 | 17     |        |
| Ret  | 7   | Emilio Alzamora       | Aprilia     | 17      | Accidente       | 2      |        |
| Ret  | 26  | Ivan Goi              | Aprilia     | 15      | Accidente       | 13     |        |
| Ret  | 14  | Federico Cerroni      | Aprilia     | 14      | Accidente       | 25     |        |
| Ret  | 20  | Masao Azuma           | Honda       | 13      |                 | 6      |        |
| Ret  | 16  | Christian Manna       | Yamaha      | 10      | Accidente       | 29     |        |
| Ret  | 21  | Arnaud Vincent        | Aprilia     | 2       |                 | 10     |        |
| DNS  | 72  | Sebastian Perelló     | Honda       |         |                 | 30     |        |

- Pole Position: Kazuto Sakata, 1:38.952
- Vuelta Rápida: Kazuto Sakata, 1:39.330